# Ebedec
Ebedec (szlovákul Obyce) község Szlovákiában, a Nyitrai kerület Aranyosmaróti járásában.

## Fekvése
Aranyosmaróttól 7 km-re északkeletre, a Zsitva két partján fekszik.

## Története
1075-ben említik először. 1367-ben ebedeci családbelieket említenek.
A 19. században az esztergomi székeskáptalan birtoka, barnaszénbányája volt.
Vályi András szerint "EBEDETZ. Opitz. Obitse. Tót falu Bars Vármegyében, földes Ura az Esztergomi Káptalanbéli Uraság, lakosai katolikusok, fekszik a’ Kis Tapoltzai járásban, határja középszerű fája elegendő mind a’ két féle, hutája is van, réttye legelője elég, makkja is helyben, Szent Benedeken piatzozása, második Osztálybéli."
Fényes Elek szerint "Ebedecz, tótul Obicz, tót falu, Bars vgyében, Aranyos-Maróthoz 1, utolsó postájához Verebélyhez 3 1/2 mfd., 650 r. kath. lak. Határa tágas, különösen erdeje roppant. Vannak itt ásványosforrások, szép s kőfaragoknak igen alkalmas fejér kövek, a helységtől félórányira derék papirosmalom és egy üveggyár a Zsitva patak mellett, nem messze a magas Inovecz hegytől; végre közel a papirosmalom, kőszénbánya jó barna kőszénnel. Földesura az esztergomi káptalan."
A trianoni békeszerződésig Bars vármegye Aranyosmaróti járásához tartozott.

## Népessége
| Év:            | 1994. | 2004.   | 2014.   | 2024.   |
| -------------- | ----- | ------- | ------- | ------- |
| Emberek száma: | 1514  | 1557    | 1521    | 1460    |
| Eltérés:       |       | +2,84 % | -2,31 % | -4,01 % |

| Év:            | 2023. | 2024.   |
| -------------- | ----- | ------- |
| Emberek száma: | 1456  | 1460    |
| Eltérés:       |       | +0,27 % |

1880-ban 844 lakosából 786 szlovák, 19 magyar, 3 német anyanyelvű és 36 csecsemő; ebből 836 római katolikus, 6 zsidó és 2 evangélikus vallású volt.
1890-ben 779 lakosából 743 szlovák, 21 német és 15 magyar anyanyelvű.
1900-ban 851 lakosából 816 szlovák és 35 magyar anyanyelvű volt.
1910-ben 1001 lakosából 852 szlovák, 146 magyar és 3 német anyanyelvű.
1919-ben 964 lakosából 955 csehszlovák, 8 magyar és 1 német volt.
1921-ben 1031 lakosából 1026 csehszlovák volt.
1930-ban 1042 lakosából 1039 csehszlovák volt.
1991-ben 1544 lakosából 1541 szlovák és 1 magyar volt.
2001-ben 1565 lakosából 1554 szlovák volt.
2011-ben 1503 lakosából 1471 szlovák.

## Neves személyek
- Gabi Neumann (1937) izraeli szobrász, grafikus, fényképész
- Štefan Zemanovič (1947-2003) akadémikus szobrász